# Lucharemos en las playas

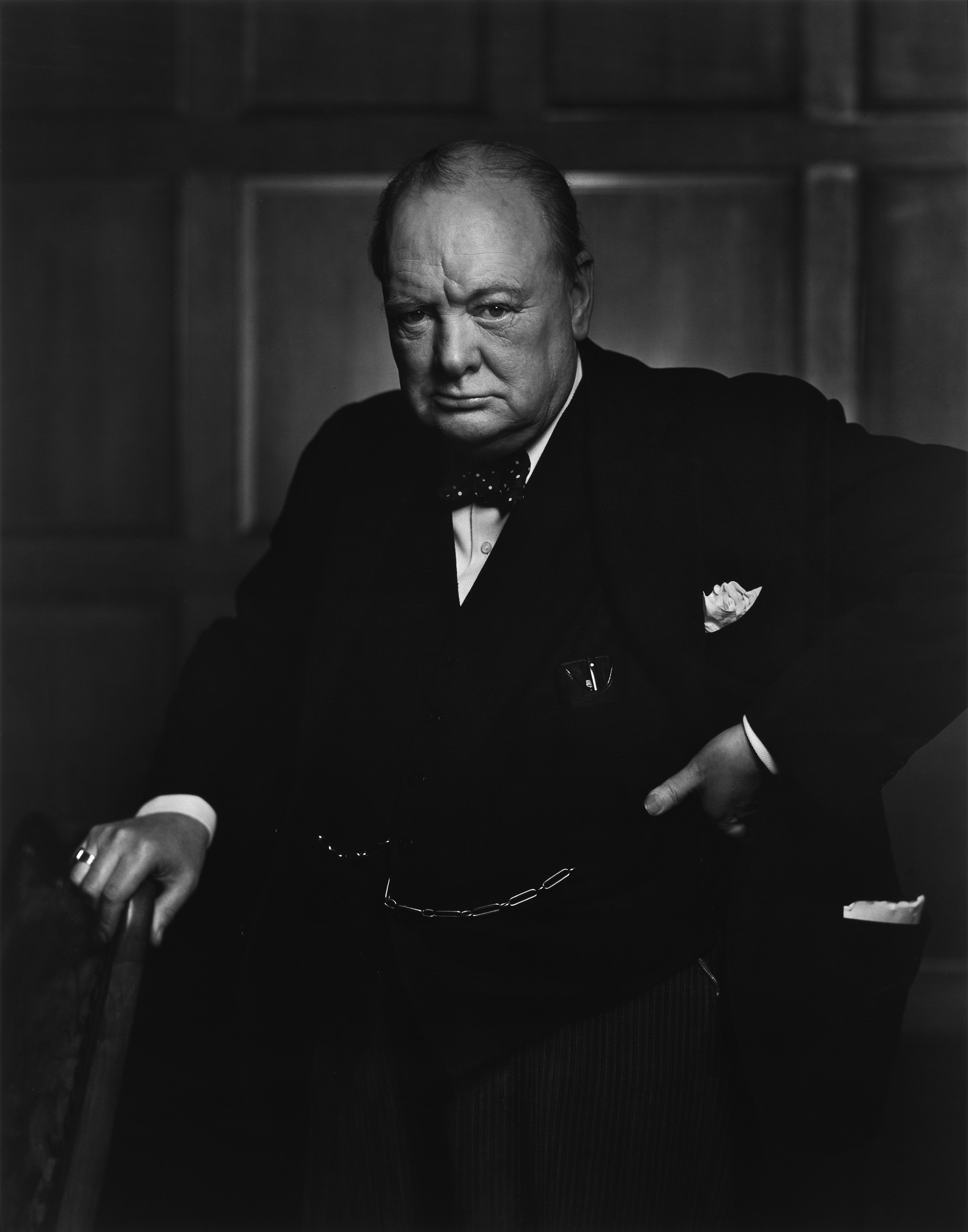
Winston Churchill, primer ministro británico de 1940 a 1945 y de 1951 a 1955

«Lucharemos en las playas» (en inglés:  «We shall fight on the beaches») es un título común dado a un discurso pronunciado por el entonces primer ministro británico Winston Churchill ante la Cámara de los Comunes del Parlamento británico el 4 de junio de 1940 en honor al exitoso resultado de la Operación Dinamo. Este fue el segundo de los tres discursos principales que se dieron en el período de la Batalla de Francia, siendo los otros el discurso «Sangre, esfuerzo, lágrimas y sudor» del 13 de mayo y el discurso «Esta fue su hora más gloriosa» del 18 de junio. Los eventos se desarrollaron dramáticamente durante el período de cinco semanas, y aunque en términos generales eran similares, cada discurso se dirigió a un contexto militar y diplomático diferente.
En el discurso, Churchill tuvo que describir un gran desastre militar y advertir sobre un posible intento de invasión por parte de los nazis, sin poner en duda la eventual victoria. También deseó reiterar un objetivo firme -a pesar de los acontecimientos intermedios- de su discurso del 13 de mayo, en el cual él había declarado el objetivo de la "victoria, por largo y difícil que sea el camino". 

## Contexto
En mayo de 1940, Neville Chamberlain renunció como primer ministro; al hacerlo, le recomendó Winston Churchill al Rey Jorge VI.
Para esa fecha, Alemania había logrado derrotar a Francia y las fuerzas nazis dominaban gran parte de Europa. La Unión Soviética tenía un acuerdo de no agresión firmado con Alemania y Estados Unidos no estaba dispuesto a intervenir, debido a que su población se oponía al involucramiento en la guerra. El siguiente objetivo de Hitler podría ser el Reino Unido. Sin embargo, esto no se dio. El 4 de junio de 1940 se terminó la Operación Dinamo, en la que se retiraron todas las tropas británicas y francesas en Dunkerque, al otro lado del Canal de la Mancha. Lo que podía haber sido una masacre se evitó. Al hacer esto, Churchill se sintió con fuerzas necesarias para dar el discurso y trató de aumentar la moral inglesa para los difíciles tiempos que se avecinaban. Cinco años después, Inglaterra y sus aliados ganarían la guerra contra el Eje.

## Discurso
Una vez finalizada la Operación Dinamo, Churchill se dirigió al pueblo en la BBC. Y a pesar del desánimo generalizado que se apoderaba de la población, se mostró desafiante. En su discurso (de poco más de media hora de duración), Churchill estaba advirtiendo a la población británica sobre el posible colapso de Francia y un intento de invasión por parte de los nazis. Asimismo, estaba motivando a la población británica y haciendo un llamado a Estados Unidos para que entrara en la guerra al lado de los Aliados. Entre otras cosas dijo:

Even though large tracts of Europe and many old and famous States have fallen or may fall into the grip of the Gestapo and all the odious apparatus of Nazi rule, we shall not flag or fail. We shall go on to the end, we shall fight in France, we shall fight on the seas and oceans, we shall fight with growing confidence and growing strength in the air, we shall defend our Island, whatever the cost may be, we shall fight on the beaches, we shall fight on the landing grounds, we shall fight in the fields and in the streets, we shall fight in the hills, we shall never surrender!, and even if, which I do not for a moment believe, this Island or a large part of it were subjugated and starving, then our Empire beyond the seas, armed and guarded by the British Fleet, would carry on the struggle, until, in God's good time, the New World, with all its power and might, steps forth to the rescue and the liberation of the old.
A pesar de que grandes extensiones de Europa y muchos viejos e ilustres Estados han caído, o pueden caer, en las garras de la Gestapo y de todo el odioso aparato del régimen Nazi, no vamos a flaquear ni a fallar. Juntos continuaremos hasta el final, lucharemos en Francia, lucharemos en los mares y en los océanos, lucharemos con creciente confianza y con mayor fuerza en el aire, defenderemos nuestra isla, no importa cuán alto sea el precio, lucharemos en las playas, lucharemos en todos los aeródromos, lucharemos en los campos y en las calles, lucharemos en las colinas, ¡no nos rendiremos, jamás!, y si, cosa que no creo ni por un momento, esta isla, o una buena parte de ella, se viera subyugada y hambrienta, entonces nuestro Imperio de ultramar, armado y custodiado por la flota británica, proseguiría con la lucha, hasta que, cuando  Dios decida, el Nuevo Mundo, con todo su poderío y su fuerza, de un paso al frente al rescate y liberación del Viejo.

## Reacción
Algunos parlamentarios conservadores se mostraron escépticos, pero en general el discurso fue bien recibido. El parlamentario conservador Henry "Chips" Channon, escribió que Churchill en su discurso era "elocuente y oratorio, y usó un inglés magnífico... varios miembros laboristas lloraron".